# Jancis Robinson
Jancis Mary Robinson OBE (Cúmbria, 22 d'abril de 1950) és una crítica de vi anglesa, Master of Wine (MW), periodista i editora de diversos llibres relacionats amb el món del vi. En l'actualitat escriu una columna setmanal en el Financial Times, i manté els continguts del seu web jancisrobinson.com. Jancis va ser consellera de vins per al celler de la reina Isabel II del Regne Unit.

## Biografia
Jancis Robinson va estudiar matemàtiques i filosofia en la Universitat d'Oxford i va treballar després per a una companyia de viatges. Robinson va començar a escriure sobre vi l'1 de desembre de 1975 quan va començar a treballar com a assistent en l'edició de la revista Wine & Spirit. En 1984 va aconseguir el títol de Master of Wine. Va prestar els seus serveis a la companyia aèria British Airways com a consultora en enologia i va supervisar el celler del BA Concorde proveint d'un assortiment de vins exclusius.
Com a escriptora especialitzada en vi, es pot dir que ella va començar a liderar mundialment els materials pedagògics relatius a l'enologia. Una de les seues obres més prestigioses és l'enciclopèdia del vi titulada: The Oxford Companion to Wine, editada per Robinson, i que és considerada com una de les enciclopèdies més completes de l'enologia. La primera edició va ser publicada en 1994, i va necessitar prop de cinc anys en aconseguir escriure-la després d'haver signat un contracte com a editor l'any 1988. Jancis va participar en l'escriptura d'una altra obra enciclopèdica sobre el vi: The World Atles of Wine per Hugh Johnson que s'ha convertit en un atles enòleg molt actual.
En 1995, Jancis Robinson apareix en una sèrie de deu episodis a la BBC 2 sobre un curs de vi. Aquesta sèrie va ser posteriorment editada en DVD. Amb el contingut del curs televisiu Jancis va publicar un llibre titulat Jancis Robinson's Wine Course, llibre que ha tingut diverses edicions posteriorment. Va obtenir el doctor honorífic per l'Open University, i l'Orde de l'Imperi Britànic en 2003, entre altres premis rebuts per la feina d'escriptora. Entre els seus premis més destacats hi són múltiples lliuraments de Glenfiddich i André Simon Memorial, i una selecció de Decanter "1999 (Wo)Man of the Year".
Ha tingut opinions confrontades amb el crític de vins Robert M. Parker sobre les vinyes de 2003 de Château Pavie, aquesta discussió va fer que saltaren als mitjans en els quals es va descriure com una "guerra de paraules" ("war of words") entre ells. Després d'algun temps, Robinson i Parker van aconseguir tenir una relació cordial.
Jancis Robinson es va casar amb l'escriptor nutricionista Nick Lander; han tingut tres fills: Julia, William i Rose.